# Segrois
Segrois é uma comuna francesa na região administrativa da Borgonha-Franco-Condado, no departamento de Côte-d'Or. Estende-se por uma área de 2,29 km². Em 2010 a comuna tinha 51 habitantes (densidade: 22,3 hab./km²).